# Павле Стругар
Павле Стругар (Пећ, 13. јул 1933 — Београд, 12. децембар 2018) био је генерал-пуковник Југословенске народне армије.
Стругар је у октобру 1991. године 2. оперативне групе ЈНА чија је зона одговорности био југ Хрватске. На тој позицији је командовао снагама ЈНА које су држале Дубровник под опсадом, укључујући и историјски Стари град. Опсада је трајала до маја 1992. године. Стругар се пензионисао сљедеће године.
Године 2001, Хашки трибунал поднио је оптужбу против Стругара под седам тачака оптужнице, међу којима је било кршење обичаја рата и напад на Стари град који је дио Унескове баштине. Стругар се добровољно предао суду, чиме је постао први држављанин Србије и Црне Горе који је то урадио. Проглашен је кривим за напад на цивиле и одговорним за уништавање Старог града. Стругар се на почетку жалио на казну, али је касније повукао жалбу наводећи као разлог лоше здравље.
У замјену, суд је повукао жалбе против Стругара. Осуђен је на осам година затвора. Дана 17. априла 2008. године, смањена му је казна затвора на седам и по година, због погоршања здравља. Дана 16. јануара 2009. године, Хашки трибунал је одобрио раније пуштање Стругару.